# Heinz Gstrein
Heinz Gstrein (Innsbruck, 6 dicembre 1941 – Innsbruck, 1º dicembre 2023) è stato un orientalista, teologo, corrispondente estero e saggista austriaco naturalizzato tedesco, di fede ortodossa.
Islamista e esperto di slavistica, ha insegnato presso l'Università di Vienna, dando avvio con i suoi scritti alla soppressione del Consiglio centrale islamico svizzero e contribuendo all'esito del referendum sulla costruzione dei minareti e a informare l'opinione pubblica svizzera sulla crescente islamizzazione in atto a partire dagli anni Settanta.

## Biografia
Heinz Gstrein studiò orientalistica, slavistica e teologia all'Innsbruck, Istanbul, Vienna e Parigi, conseguendo il dottorato in filologia. Per molti anni è stato corrispondente estero dal Medio Oriente, nei Balcani e nell'Europa dell'Est, per conto della Neue Zürcher Zeitung (NZZ) e della radio svizzera DRS . a tale attività seguirono alcuni lavori scientifici a Zurigo e Vienna.
Vicedirettore dell'istituto G2W Glaube in der 2. Welt di Zurigo, è stato docente di storia, cultura, religione e diritto islamico ottomano presso il corso universitario di studi balcanici dell'Università di Vienna. È stato presidente dell'Associazione delle Chiese ortodosse in Svizzera (AGOK) e si è battuto a favore dei cristiani che vivono negli Stati islamici e sono oppressi e perseguitati.
Nel 2009, alla vigilia del referendum, si è schierato con i sostenitori del divieto di costruzione dei minareti, con l'obbiettivo di attirare l'attenzione dell'opinione pubblica sulla crescente islamizzazione politica del Paese, che era iniziata a partire dagli anni '70, iniziata in Egitto, Algeria e Iran. L'opinione pubblica svizzera svizzera ha preso coscienza di una loro presuta pretesa di dominio. Il minareto è solitamente un segno di vittoria e visibilità per l'Islam. Molti stati islamici non prevedevano diritti per la costruzione e il restauro di chiese cristiane, simmetricamente identici a quelli concessi loro in Europa dagli Stati a maggioranza cristiana.
Nel 2010 scrisse un rapporto sull'incostituzionalità e la particolare pericolosità dell'organizzazione Consiglio centrale islamico svizzero (IZRS), chiedendone la soppressione. Gli oppositori dell'iniziativa, fra cui alcuni quotidiani come il Basler Zeitung cercarono di squalificarlo professionalmente e quindi di screditarlo. Gstrein riuscì in gran parte a riconquistare la sua reputazione professionale e a continuare anche il suo incarico di insegnante di studi balcanici all'Università di Vienna.
Gstrein si spense il 1° dicembre 2023, pochi giorni prima di compiere 82 anni. Il 28 dicembre fu sepolto nell'area greco-ortodossa del cimitero centrale di Vienna.

### Vita privata
Gstrein fu sposato e visse a Erlenbach, sul Lago di Zurigo.

## Opere

### Come autore
- Unedierte Texte zur Geschichte der byzantinischen Osterpredigt, Wien 1968, OCLC 61751768 (Dissertazione dottorale presso l'Università di Vienna 1968, 1 microfilm reel, 35 mm).
- Zum Beispiel Griechenland (= Disput, Band 4). Delp, München 1969, OCLC 621425.
- Fortschritt ohne Klassenkampf. Arabischer Sozialismus. Imba, Fribourg / Laetare-Verlag, Stein (Nürnberg) 1972, ISBN 3-85740-024-2 (Imba) / ISBN 3-7839-0039-5 (Laetare).
- Volk ohne Anwalt. Die Kurdenfrage im Mittleren Osten. Laetare, Imba 1974, ISBN 978-3-85740-046-9.
  - Avukatsiz Halk Kürtler. Parsomen 2009. ISBN 978-605-5935-85-6
- Ich scheue keine Mühe. Emil Grouard, Apostel von Athabasca (Kanada). St. Gabriel, Steyler Verlag, Mödling 1977, ISBN 978-3-85264-107-2.
  -     - Nie szczedzil trudu, Verbinum, Warszawa 1994, ISBN 83-85762-29-9
- Unter Menschenhändlern im Sudan. Daniele Comboni. Den Sklaven ein Retter. St. Gabriel, Mödling / Steyler, St. Augustin 1978, ISBN 978-3-85264-119-5.
- Der Heilige aus der Kanone. Jean Le Vacher, Christensklave in Tunis und Algier. St. Gabriel, Mödling / Steyler, St. Augustin 1980, ISBN 978-3-85264-144-7.
- Alle meinen den einen Gott. Lesungen aus den heiligen Büchern der Weltreligionen. Herder Verlag, Freiburg im Breisgau 1981 und 1988, ISBN 978-3-210-24609-3.
- Der Karawanenkardinal. St. Gabriel, Mödling / Steyler, St. Augustin 1982, ISBN 978-3-85264-202-4.
- Das unsagbare Glück. Gebete und Hymnen aus dem Goldenen Tempel. Herder, Freiburg im Breisgau 1983 und 1986, ISBN 978-3-210-24734-2.
- Marx oder Mohammed? Arabischer Sozialismus und islamische Erneuerung. Ploetz Verlag, Freiburg im Breisgau 1983, ISBN 978-3-87640-179-9.
- 300 Bastonadenhiebe für den Bischof. Güregh Zohrabian 1881–1972, armenisch-katholischer Kapuzinermissionar (= Missionare, die Geschichte machten), St. Gabriel, Mödling / Steyler, St. Augustin 1984, ISBN 978-3-85264-212-3.
- Islamische Sufi-Meditation für Christen, Herder, Freiburg im Bresgau 1984, ISBN 978-3-210-24545-4.
- Jüdisches Wien. Herold-Verlag, Wien-München 1984, ISBN 978-3-7008-0264-8.
- Friede allen Welten. Jüdische Lebensweisheit. Aus Zohar, dem Buch des Glanzes. Herder, Freiburg im Breisgau 1985, ISBN 978-3-210-24758-8.
- Kyrill und Method. St. Gabriel, Mödling 1985, ISBN 978-3-85264-247-5.
- Albanien. Walter Verlag, Olten 1989, ISBN 978-3-451-22701-1.
- Engelwerk oder Teufelsmacht? Hintergründe über eine Grauzone kirchlicher Aktivitäten: Neues Heil oder innerkirchliche Sekte. Edition Tau, Mattersburg / Bad Sauerbrunn 1990, ISBN 3-900977-07-0.
- Malta, mit Gozo und Comino (= Walter Reiseführer). Walter, Olten 1988, ISBN 3-530-29601-5; 2. Auflage, Herder, Freiburg im Breisgau u. a. 1992, ISBN 978-3-451-22758-5.
- Gnade, Kreuz und Sieg. Mutter Gabriele Bitterlich. Leben und Wirken. Mediatrix, St. Andrä Wördern / Altötting 1992, ISBN 978-3-85406-138-0.
- Gedanken eines Journalisten – Konflikte unserer Zeit. Edition Sckell, Bregenz 2011, ISBN 978-3-9503194-1-5.

### Come co-autore
- con Martyn Thomas (ed. in chief), Paul Meinrad Strässle, Adly A. Youssef: Copts in Egypt – A Christian Minority under Siege, papers presented at The First International Coptic Symposium, 23-25. September 2004 in Zürich. G2W, Zürich / Vandenhoeck & Ruprecht, Göttingen 2006, ISBN 978-3-85710-040-6 (G2W) / ISBN 978-3-525-54102-9 (V&R).